# آلفرد الوس
آلفرد الوس (انگلیسی: Alfred Elwes؛ ۱۸۱۹ – ۷ دسامبر ۱۸۸۸) یک نویسنده، و زبان‌شناس اهل بریتانیا بود.